# Bichón habanero
El bichón habanero, también conocido como perro sedoso de La Habana, es una raza de perro originaria de Cuba, perteneciente a la familia de los bichones.

## Historia
El bichón habanero proviene de la región mediterránea occidental y se desarrolló a lo largo del litoral español e italiano. Parecería ser que estos perros fueron introducidos tempranamente en Cuba por los capitanes españoles e italianos de las grandes embarcaciones.
Se cree que esta raza se originó a partir del hoy extinto Blanquito de La Habana, que se cruzó con otros tipos de bichones, incluyendo el caniche, para crear el bichón habanero actual.
Por error, el principal color habano de estos perros (color tabaco marrón-rojizo) ha dado origen a la leyenda de que se trataría de una raza originaria de La Habana. Los acontecimientos históricos de la isla condujeron a la desaparición total de las antiguas líneas de sangre de los habaneros en Cuba. Algunos descendientes sobrevivieron en los Estados Unidos, después de haber abandonado la isla e ingresado los cachorros de contrabando. Actualmente podemos encontrar a estos perros principalmente en los Estados Unidos, Canadá, México y en algunos países de América del Sur.

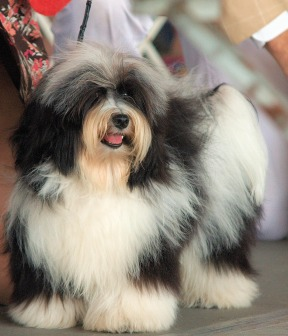
Bichón habanero con pelaje sin recortar.

## Descripción
- Su peso está entre los 8 y los 15 libras (de 3,6 kg 6,8 kg).
- Proporciones importantes: el largo del hocico es igual a la distancia entre la depresión frontal-nasal y la protuberancia occipital. La relación entre el largo tronco (medido desde la punta del hombro hasta la punta de la nalga) y la altura a la cruz es de 4/3.
- Cabeza: de largo medio, la relación entre el largo de la cabeza y el largo del tronco (medido desde la cruz hasta el nacimiento de la cola) es de 3/7.
- Cráneo: plano hasta un poco convexo, amplio; frente poco elevada; visto desde arriba, es redondo en la parte trasera y casi recto y cuadrado en los otros tres costados.
- Depresión fronto-nasal: moderadamente marcada.
- Trufa: negra
- Hocico: se adelgaza progresiva y ligeramente en dirección a la trufa, ni puntiagudo ni truncado.
- Labios: finos, netos, ajustados.
- Mandíbula/dientes: mordida en forma de tijera.
- Mejillas: muy planas, no prominentes.
- Ojos: bastante grandes, en forma de almendra, nunca redondos, de color marrón lo más oscuro posible. Expresión amable. El contorno del ojo debe ser marrón oscuro a negro.
- Orejas: tienen una longitud media, implantadas relativamente altas, caen a lo largo de las mejillas formando un pliegue que las eleva ligeramente. Su extremidad forma una punta poco marcada. Están cubiertas de un pelo en largos flecos. Ni distantes como aspas de molino, ni pegadas a las mejillas.
- Cuello: de largo medio.
- Cuerpo: el largo del cuerpo supera ligeramente la altura a la cruz.
- Línea superior: recta, ligeramente arqueada a la altura del lomo.
- Grupa: bien inclinada.
- Costillas: bien arqueadas.
- Vientre: bien recogido.
- Cola: llevada alta, sea en forma de bastón pastoral (con la extremidad superior curvada, en forma de voluta) o, preferentemente, enrollada sobre la espalda; está provista de un flequillo de largos pelos sedosos.
- Miembros delanteros: rectos y paralelos, sin grasa; buena osamenta. La distancia entre el piso y el codo no debe es más grande que la distancia entre el codo y la cruz.
- Miembros traseros: buena osamenta; angulaciones moderadas.
- Pies: de forma un poco alargada, pequeños, compactos.
- Pelo: la capa interna lanosa, está poco desarrollada; a menudo está totalmente ausente. La capa de cobertura es muy larga (12-18 cm en un perro adulto), suave, lacia u ondulada, y puede formar mechas rizadas.

### Color
- Blanco sólido,
- Leonado en distintas tonalidades del leonado claro al habano (color tabaco marrón-rojizo); manchas del manto en estos colores, algunas veces ligeramente carbonado.

Colores de manto blanco, leonado claro a habano, con manchas negras, manto negro. Con la nariz negra y pigmento oscuro alrededor de los ojos, excepto los perros de color chocolate, que pueden tener pigmento marrón oscuro alrededor de la nariz.
El manto de pelo debe ser largo, suave, esponjoso y sedoso y debe ser cepillado muy a menudo. Se considera al habanés un perro hipoalergénico.

## Comportamiento
El bichón habanés es despierto, y fácil de educar como perro de alarma. Afectuoso, de naturaleza alegre, es juguetón e incluso un poco bufón. Si es correctamente socializado, difícilmente podría comportarse con agresividad, ser tímido o nervioso con la gente. Aun así es desconfiado con los extraños, y sin adiestramiento y socialización podría ser agresivo con otros perros. Listo y activo; tiene un caminar ligero, elástico y ágil, como para subrayar su carácter alegre. Tiene movimientos libres de los miembros delanteros los cuales se mueven rectos adelante y los traseros, dando el empuje en línea recta.
Requiere de atención y no necesita demasiado ejercicio. Se trata de una variedad muy orientada a la gente; suelen tener el hábito de perseguir a las personas sin ser posesivo y de jugar sin agredir. Son muy buenos compañeros de los niños, e incluso de los adultos. La palabra clave de esta raza es natural. El estándar del American Kennel Club habla de un carácter juguetón más que decorativo y debe reflejarlo.
Gracias a su naturaleza afable, estos perros se utilizan como perros de terapia, o de asistencia para personas sordas y en detección de termitas entre otros.

## Cuidados

### Cuidado de los oídos

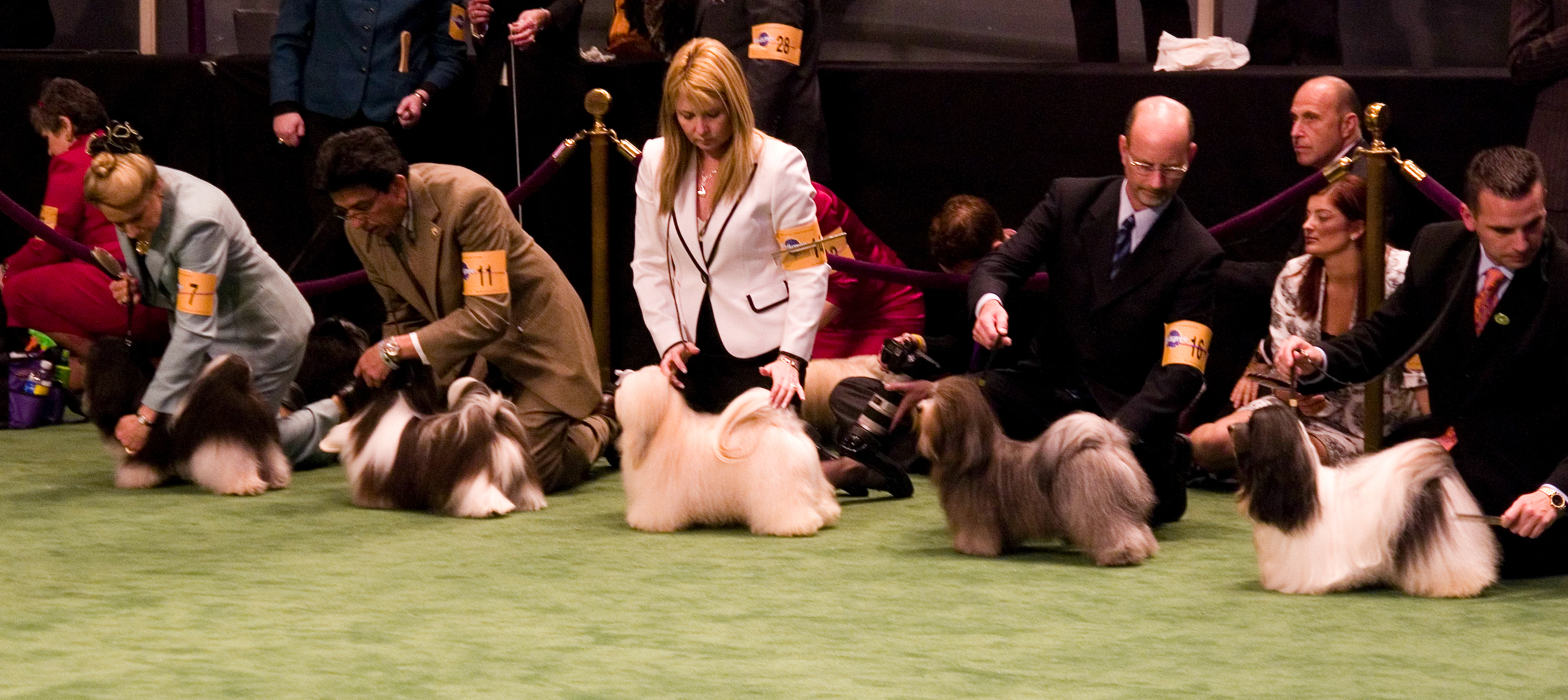
Bichones habaneros en una exposición canina.

Cuando se lleva al peluquero canino, también habrá que revisar las orejas y limpiarles el exceso de cerilla, polvo y mugre que pudieran estar presentes; así como eliminar el exceso de pelo que crece en el orificio auditivo. Limpiezas de oído más profundas solo las podrá hacer el médico veterinario. Es importante que se revisen las orejas y oídos por lo menos una vez a la semana para evitar problemas.

### Cuidado de las uñas
Las uñas se cortan cada 3 a 4 semanas en promedio, y deben medir aproximadamente 1 cm, contando la raíz (que podría medir hasta medio centímetro). Inicialmente el corte de uñas lo hace el médico veterinario o el peluquero canino, ya que sin la adecuada experiencia se podría herir al animal. También se requiere de un polvo cicatrizante especial para controlar el sangrado accidental que pudiera presentarse. Es importante que el perro tenga confianza, y sea acostumbrado desde cachorro a la manipulación y/o corte de uñas, para evitar que se muestre agresivo al ser adulto.

### Cuidado del pelo
El pelo es muy delgado y fino. Es recomendable cepillarle constantemente cada uno o dos días para evitar que se formen nudos o pelusas. Además, el cepillado ayuda a deshacerse del pelaje muerto. El estándar de la raza prevé un corte de pelo alrededor de las patas para evitar una forma redonda y un pequeño corte alrededor de los ojos por motivos higiénicos, pero ningún otro tipo de corte si se desea participar en concursos caninos.

### Irregularidades comunes en la apariencia
- Pies deformes.
- Prognatismo superior o inferior.
- Nariz despigmentada.

## Salud
Algunas enfermedades características de esta raza son de tipo cardíaco, las cataratas y la displasia en la retina. Lagrimea frecuentemente y puede desarrollar lagañas junto con tinción lagrimal (un color café parduzco debajo de los ojos), que se nota en los ejemplares de manto blanco.